# Holenderscy posłowie do Parlamentu Europejskiego 2014–2019
Holenderscy posłowie VIII kadencji do Parlamentu Europejskiego zostali wybrani w wyborach przeprowadzonych 22 maja 2014.

## Lista posłów
Wybrani z listy Apelu Chrześcijańsko-Demokratycznego
- Wim van de Camp
- Esther de Lange
- Jeroen Lenaers
- Lambert van Nistelrooij
- Annie Schreijer-Pierik

Wybrani z listy Demokraci 66
- Gerben-Jan Gerbrandy
- Sophie in ’t Veld
- Matthijs van Miltenburg
- Marietje Schaake

Wybrani z listy Partii Wolności
- André Elissen, poseł do PE od 13 czerwca 2017
- Marcel de Graaff
- Olaf Stuger
- Auke Zijlstra, poseł do PE od 1 września 2015

Wybrani z listy Partii Ludowej na rzecz Wolności i Demokracji
- Hans van Baalen
- Jan Huitema
- Caroline Nagtegaal-van Doorn, poseł do PE od 14 listopada 2017

Wybrani z listy Partii Pracy
- Agnes Jongerius
- Kati Piri
- Paul Tang

Wybrani z listy Zielonej Lewicy
- Bas Eickhout
- Judith Sargentini

Wybrani z listy Partii Socjalistycznej
- Dennis de Jong
- Anne-Marie Mineur

Wybrani z listy Unii Chrześcijańskiej i SGP
- Peter van Dalen (CU)
- Bastiaan Belder (SGP)

Wybrana z listy Partii na rzecz Zwierząt
- Anja Hazekamp

Byli posłowie VIII kadencji do PE
- Hans Jansen[1] (Partia Wolności), do 5 maja 2015, zgon
- Vicky Maeijer (Partia Wolności), do 15 marca 2017
- Cora van Nieuwenhuizen (Partia Ludowa na rzecz Wolności i Demokracji), do 25 października 2017